# Kraselov
Kraselov (deutsch Krasilau) ist eine Gemeinde in Tschechien. Sie liegt neun Kilometer südwestlich von Strakonice in Südböhmen und gehört zum Okres Strakonice.

## Geographie

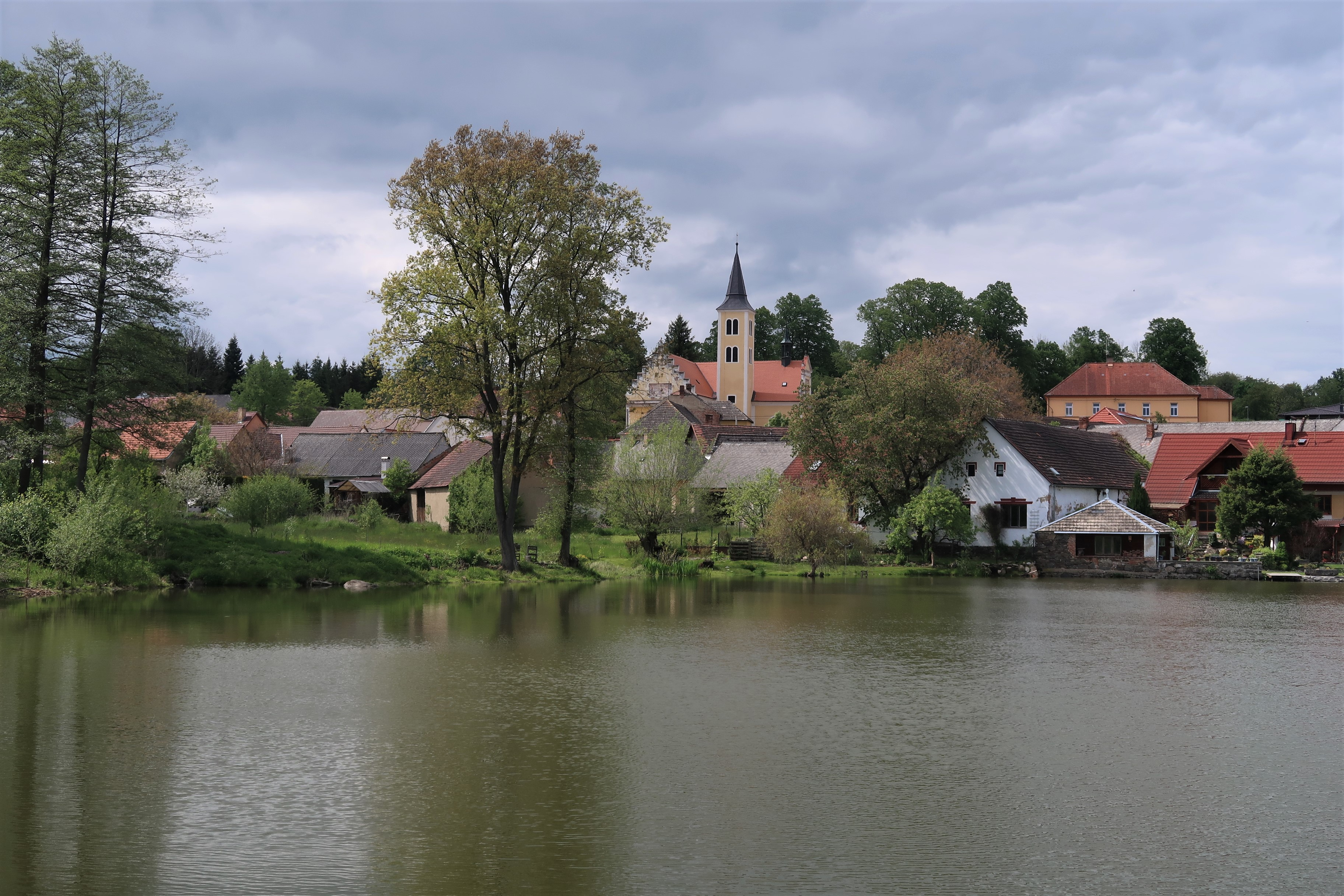
Ortsansicht

Kraselov befindet sich am Oberlauf des Baches Smiradický potok im Vorland des Böhmerwaldes. Nordöstlich erheben sich die Mladiny (600 m) und der Háj (530 m), im Südosten der Dubovec (647 m), die Hůrka (655 m), der Kbíl (664 m) und der Hrudkov (655 m), südlich die Hlavičky (645 m), im Südwesten der Mladotický vrch (703 m) und die Hůrka (676 m), westlich der V Štěrbicí (636 m) sowie im Nordwesten der Boží kámen (621 m) und der Holý vrch (620 m). Am Ortsrand liegen mehrere Teiche.
Nachbarorte sind Milčice, Makarov und Novosedly im Norden, Lhota u Svaté Anny und Drachkov im Nordosten, Smiradice und Sousedovice im Osten, Libětice, Švejcarova Lhota, Pasečná und Úlehle im Südosten, Zahorčice und Němčice im Süden, Mladotice, Zvotoky, Skalice und Škůdra im Südwesten, Tažovice im Westen sowie Ohrazenice, Tažovická Lhota und Dřetiny im Nordwesten.

## Geschichte
Auf der Grundlage von Überlieferungen gingen der Chronist Václav Hájek z Libočan und der Humanist Jan Hodějovský z Hodějova davon aus, dass die Gründung von Kraselov im Jahre 816 erfolgt worden sein soll. Nach einer von Jan František Beckovský niedergeschriebenen Legende soll zu dieser Zeit Krasel, ein wohlhabender Mann aus dem Píseker Gebiet mit seinem Gefolge in die tiefen unbesiedelten Wälder hinter Strakonice und Volyně gezogen sein und auf dem höchsten Punkt einen befestigten Sitz errichtet haben, um den die Gefolgsleute mit ihren Familien einfache Häuser errichteten. Der Horažďovicer Schulleiter Josef Hora bezeichnete im Jahre 1882 Kraselov als einen der ältesten Orte des Prachiner Kreises, in dem einst eine kleine Burg gestanden war, deren Geschichte sich in Legenden und Mythen verloren hat.
Die erste schriftliche Erwähnung von Kraselov erfolgte im Jahre 1352. Die Feste war der Stammsitz des Geschlechts Kraselovský von Kraselov. Das Dorf war um die Feste angelegt und breitete sich später nach Osten hin aus. Aus den Errichtungsbüchern ist seit 1384 ein Pfarrer in Krasylow nachweislich. Im 16. Jahrhundert gehörte das Gut Krasylow Ezechiel Baubinsky von Augezd. Nach der Schlacht am Weißen Berg wurden die Güter des Bohuslav Baubinsky von Augezd wegen Teilnahme am Ständeaufstand 1618 konfisziert. Die Hofkammer verkaufte das Gut 1623 an den Kavalleriegeneral Wenzel Kautek Nečansky von Minitz. Dieser veräußerte Krasylow 1628 an Adam Zaborsky von Brloh. Nachfolgende Besitzer waren dessen Sohn Wenzel Zaborsky, ab 1637 dessen Sohn Adam Johann Zaborsky und danach Johann Florentin Brissigel. Dieser verkaufte es 1669 an die Eheleute Heinrich und Maria Eleonora von Haugwitz. Von letzterer kaufte es am 10. Oktober 1679 der Prager Dompropst Johann Ignatz Freiherr Chanowsky Dlauhowesky von Langendorf. Er kaufte 1681 von Christoph Malowetz von Malowitz das Dorf Zahorčice, 1697 von Bernard Wenzel von Wěžnik das Gut Němčice und 1699 von Adam Kotz von Dobrz das Gut Hoděgow (Hodějov) hinzu. In dieser Zeit verlegte Chanowsky den Sitz seiner Güterverwaltung von der Feste Krasylow nach Němčice, wo er die Feste zu einer frühbarocken Residenz umgestalten ließ. Am 10. Januar 1701 vereinigte er schließlich testamentarisch die Güter Němčice und Hoděgow mit dem Gut Krasylow zu einem Fideikommiss für seinen Neffen Adam Joseph Freiherr Chanowsky Krasylowsky Dlauhowesky von Langendorf. Bei der Einführung der Hausnummerierung im Jahre 1770 bestand Krasylow aus 21 Chaluppen. Nach dem Tode von Adam Joseph Chanowsky, der 1814 ohne männliche Nachkommen verstarb, fiel der Fideikommiss seinem Bruder Johann Felix Chanowsky zu. Ihm folgten ab 1730 Johann Heinrich Chanowsky, ab 1731 Johann Joseph Chanowsky, ab 1793 dessen Sohn Johann Karl Vincenz Chanowsky und ab 1833 dessen Sohn Franz Xaver Chanowsky.
Im Jahre 1840 hatte das Gut Krasilau 507 Untertanen und umfasste die Dörfer Krasilau, Lhota St. Anna (Lhota u Svaté Anny) und Miltschitz (Milčice) sowie 13 Häuser von Straschitz, acht Häuser von Zwotok, drei Häuser von Skrobočow (Škrobočov) und zwei Häuser von Mladotitz (Mladotice). Die Herrschaft bewirtschaftete zwei Meierhöfe in Lhota St. Anna und Krasilau, eine Schäferei in Krasilau sowie das Krasilauer Forstrevier. Das Dorf Krasilau/Krasylow bestand aus 46 Häusern mit 298 Einwohnern, darunter drei Israelitenfamilien. Unter dem Patronat der Herrschaft standen die Pfarrkirche des hl. Laurenz, die Pfarrei und eine Schule. Im Dorf bestanden außerdem ein altes unbewohntes Schloss, ein Meierhof, eine Schäferei und ein Wirtshaus.
Krasilau war Pfarrort für Lhota St. Anna, Hoděgow, Zahorčitz, Miltschitz, Mukarow, Smirotitz (Smiradice), Schweizer-Lhota (Švejcarova Lhota), Skrobočow (Škrobočov) und Mladotitz. Bis zur Mitte des 19. Jahrhunderts blieb Krasilau dem Fideikommissgut Niemtschitz samt Krasilau untertänig.
Nach der Aufhebung der Patrimonialherrschaften bildete Kraselov/Krasilau ab 1850 mit den Ortsteilen Lhota Svatá Anna/Lhota St. Anna, Milčice/Miltschitz und Mladotice/Mladoditz eine Gemeinde in der Bezirkshauptmannschaft Strakonice und dem Gerichtsbezirk Volyně. Zum Ende des 19. Jahrhunderts führte die Gemeinde den amtlichen Namen Krasilov. Auf Initiative des Lehrers Adolf Poucha gründete sich 1892 eine Freiwillige Feuerwehr.

## Gemeindegliederung
Die Gemeinde Kraselov besteht aus den Ortsteilen Kraselov (Krasilau), Lhota u Svaté Anny (Lhota St. Anna), Milčice (Miltschitz) und Mladotice (Mladoditz). Das Gemeindegebiet gliedert sich in die Katastralbezirke Kraselov und Mladotice u Kraselova.

## Kultur und Sehenswürdigkeiten

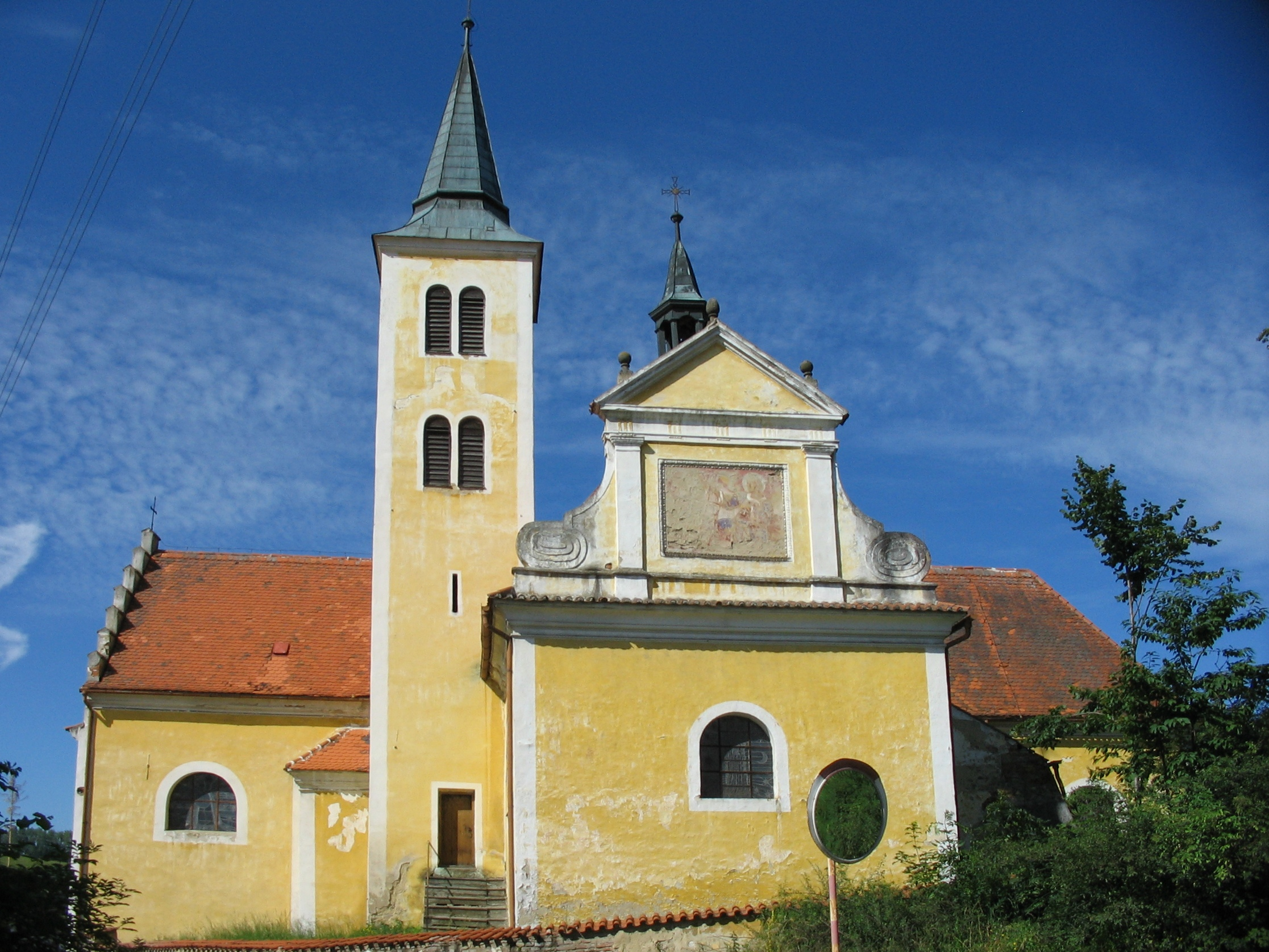
Kirche St. Laurentius in Kraselov

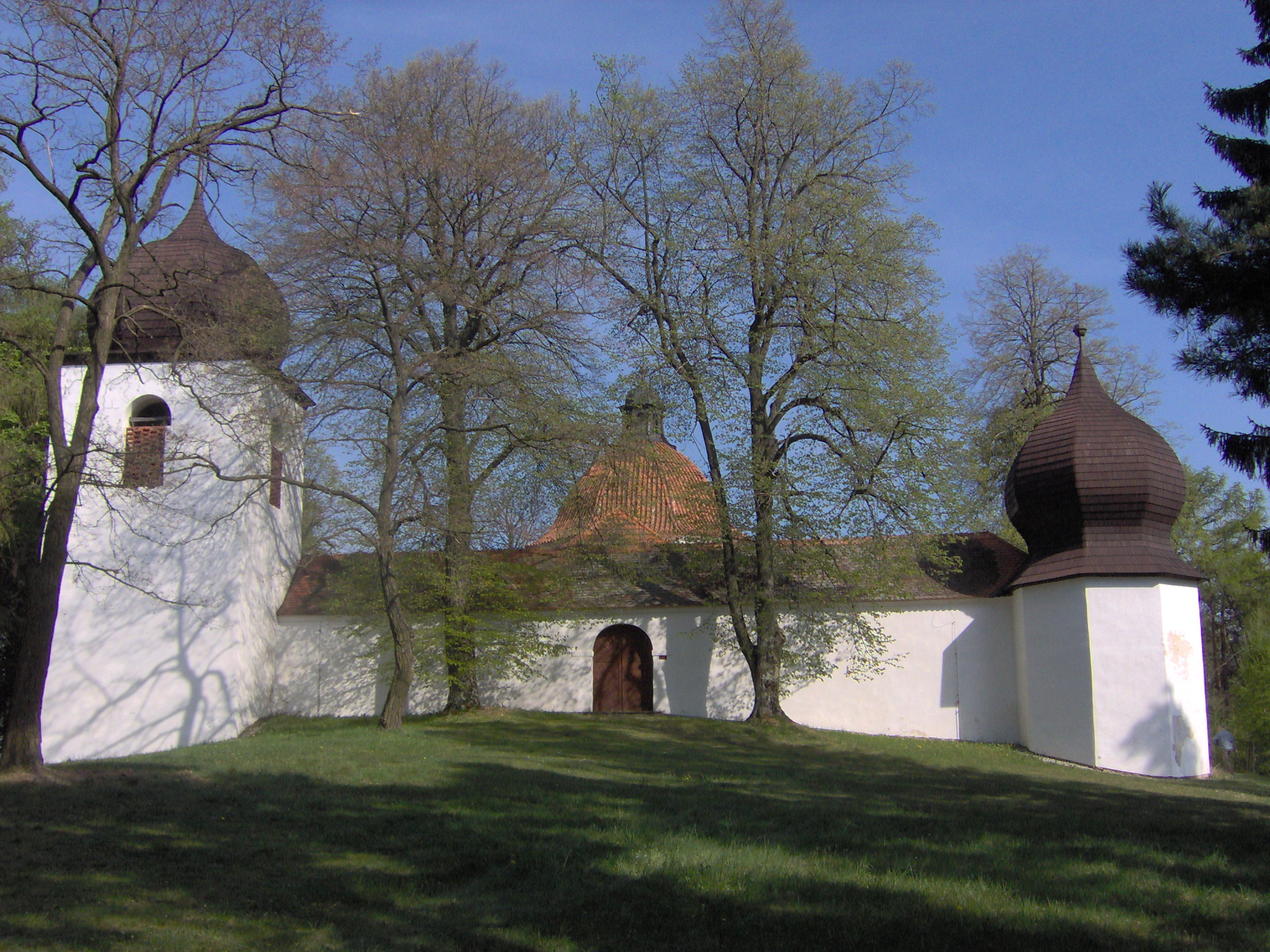
Wallfahrtskirche der hl. Anna

- Kirche des hl. Laurentius in Kraselov, erbaut in der Mitte des 14. Jahrhunderts. Sie ist seit 1384 nachweislich und war ursprünglich eine kleine Holzkirche. Später wurde sie durch einen steinernen Bau ersetzt, der sukzessive um zwei Seitenschiffe erweitert wurde und so seinen heutigen kreuzförmigen Grundriss erhielt. Die Figur der hl. Anna auf dem Hauptaltar stammt aus dem Jahre 1520. Den Seitenaltar der hl. Barbara stiftete 1637 Ludmila Zaborsky von Brloh, geborene Dlauhowesky von Langendorf. Zwischen 1684 und 1688 erfolgte eine barocke Umgestaltung. In der Kirche befindet sich eine eisenbeschlagene Lindenholzlade, in der Kaiser Karl IV. die im Prager Veitsdom aufbewahrten Reliquien von Rom nach Prag gebracht hat. Sie wurde nach Karls Tod dem Prager Erzbischof übergeben. Die Lade war ein Geschenk des Vyšehrader Propstes und böhmischen Kanzlers Friedrich von Langendorf an die Familienzweige Chanowsky, Dlauhowesky und Castolarsky von Langendorf. Sie wurde zunächst von den Chanowsky von Langendorf auf der Burg Rabí aufbewahrt und nach deren Verkauf nach Kraselov überführt. Nach einer Überlieferung soll ein Prasseln oder Knarren der Lade den Tod einer Person aus den drei Familienzweigen ankündigen. In der Kirche sind zwölf Angehörige der Familie Dlauhowesky von Langendorf beigesetzt.
- Wallfahrtskirche der hl. Anna, auf einer Kuppe nordöstlich von Kraselov, sie wurde 1682 von Johann Ignatz Freiherr Chanowsky Dlauhowesky von Langendorf angelegt. Im Jahre 1720 entstand um die Kirche ein gedeckter Kreuzgang, an dessen drei Ecken Kapellen mit Glockenturm errichtet wurden. An einer nahegelegenen Heilquelle wurde 1761 ein Badehaus gebaut und eine Lindenallee zur Kirche gepflanzt. Die älteste der Linden hatte im Jahre 1967 einen Stammumfang von 5,80 m. Im Jahre 2007 wurde die Anlage saniert.
- Ehemalige gotische Feste Kraselov, errichtet in der zweiten Hälfte des 14. Jahrhunderts. Sie war bis 1700, zuletzt von den Freiherren Chanowsky Krasylowsky Dlauhowesky von Langendorf bewohnt. Mit der Verlegung des Herrschaftssitzes nach Němčice verlor sie ihre Bedeutung und wurde dem Verfall überlassen. 1828 fiel das auf dem Gelände des Meierhofes gelegene Bauwerk zusammen. Auf seinen Fundamenten wurde 1837 das „Schlösschen“ (Haus Nr. 1) errichtet. Zu kommunistischen Zeiten diente es bis 1990 als Speisesaal der JZD und heute als Pension. Vor dem Eingang befindet sich eine lebensgroße Statue des hl. Johannes von Nepomuk.
- Felsen Boží kámen auf dem gleichnamigen Hügel, er wird als mystischer Ort beschrieben. Der Psychotroniker Pavel Kozák bezeichnet ihn in seinen Büchern Místa působení und Tajemná místa od Blaníku k Sušici als „Ort mit hoher kosmischer Energie“.